# Pour toi
Pour toi est une chanson française de Dario Moreno composée par Loulou Gasté sur des paroles d'Albert Simonin et Marie-Hélène Bourquin, extraite de la bande originale du film Le Feu aux poudres (1957). Elle est également enregistrée par Line Renaud.
Une version plagiée est enregistrée par le chanteur et compositeur brésilien Morris Albert en 1974 sous le titre de Feelings et rencontre un succès important. Tandis que cette chanson devient un standard, Mike Brant la popularise la même année en France sous le titre Dis-lui avec des nouvelles paroles signées Michel Jourdan. 
Au total, la chanson connaît environ 1 200 versions sous différentes langues à travers le monde.

## Histoire
En septembre 1956, Loulou Gasté compose une chanson intitulée Pour toi, sur des paroles du romancier Albert Simonin et de sa femme Marie-Hélène Bourquin, destinée à Dario Moreno, chanteur au répertoire surtout exotique, qui doit la chanter dans un film d'Henri Decoin, Le Feu aux poudres. La chanson figure ensuite sur son neuvième super 45 tours Imploration. L'interprétation de Dario Moreno ne rencontre pas le succès.
Line Renaud enregistre à son tour l'œuvre de son mari,, qui ne connaît pas non plus un succès considérable. Elle est cependant interprétée et enregistrée, en France et à l'étranger, par une dizaine de chanteurs et d'orchestres.

## Liste des titres
| No  | Titre        | Paroles                               | Musique                          | Durée |
| --- | ------------ | ------------------------------------- | -------------------------------- | ----- |
| A1. | Imploration  | Roger Lucchesi                        | Ruben Fuentes, Alberto Cervantes | 3:50  |
| A2. | Toi mon cœur | Jacques Larue                         | Pedro Elías Gutiérrez            | 2:28  |
| B1. | Pour toi     | Albert Simonin, Marie-Hélène Bourquin | Loulou Gasté                     | 2:44  |
| B2. | Miguelito    | Fernand Bonifay                       | Guy Magenta                      | 3:03  |

## Procès pour plagiat
En 1974, le chanteur brésilien Morris Albert interprète en anglais une chanson dont il se dit l'auteur : Feelings, publiée à São Paulo et connaît ensuite un succès mondial. L'année suivante elle est notamment réenregistrée par Mike Brant qui la réintroduit en France sous le titre Dis-lui.
Au moment de la sortie de la version enregistrée par Mike Brant, Loulou Gasté découvre que Feelings trône en tête des hit-parades depuis des mois et est en fait le plagiat d'une de ses chansons, écrite une vingtaine d'années plus tôt. Il découvre également que l'éditeur n'est autre qu'Augusta Do Brazil, avec qui il avait été en relations d'affaires, du fait qu'il sous-éditait ses chansons dans les années 1950 et 1960. Pendant sept ans, devant les juridictions françaises puis américaines, Loulou va devoir se battre pour faire reconnaître la paternité de sa chanson. Retrouver Morris Albert ne sera pas une mince affaire, on finira néanmoins par l'atteindre en Californie. Le procès en plagiat est engagé en juin 1981. Il durera jusqu'en juillet 1987, tant en France qu'aux États-Unis. Cependant, grâce à la « signature », à la « touche Loulou Gasté », (dans la transition harmonique originale du couplet au refrain), les tribunaux américains reconnaissent, le 11 juillet 1987, que Loulou Gasté est bien l'auteur de la chanson Feelings. Bien que la partie adverse tente de faire appel, le 22 décembre 1988 Loulou Gasté est définitivement reconnu comme le compositeur légitime de cette chanson. Ce procès, en 2007, fait toujours jurisprudence[réf. souhaitée].